# DAYDREAM TRACKS
『DAYDREAM TRACKS』（デイドリーム・トラックス）は、日本のロックバンドであるPINKのベスト・アルバム。
1987年7月22日にEPIC・ソニーからリリースされた。PINKがEPIC・ソニーに在籍時にリリースされたシングル「砂の雫」と「PRIVATE STORY」に加え、未発表曲2曲が収録されている。プロデュースはPINKが担当している。

## リリース
1987年7月22日にEPIC・ソニーからLPとCT、CDの3形態でリリースされた。
1992年12月2日にEpic/Sony RecordsからCDのみで再リリースされた。

## 収録曲

### LPレコード, CT
| 全編曲: PINK。 |                                   |            |                          |       |
| #              | タイトル                          | 作詞       | 作曲                     | 時間  |
| 1.             | 「ZEAN ZEAN #0」                  | 福岡ユタカ | 福岡ユタカ               | 5:45  |
| 2.             | 「MOONSTRUCK PARTY (荒野の七人)」 |            | エルマー・バーンスタイン | 5:34  |
| 合計時間:      | 合計時間:                         | 合計時間:  | 合計時間:                | 11:19 |

| 全編曲: PINK。 |                   |                     |            |       |
| #              | タイトル          | 作詞                | 作曲       | 時間  |
| 1.             | 「PRIVATE STORY」 | 福岡ユタカ 菅原武彦 | 福岡ユタカ | 4:06  |
| 2.             | 「砂の雫」        | 實川翔              | 福岡ユタカ | 3:44  |
| 3.             | 「HINEMOS」       | 福岡ユタカ          | PINK       | 4:24  |
| 合計時間:      | 合計時間:         | 合計時間:           | 合計時間:  | 12:14 |

### CD
| 全編曲: PINK。 |                                   |                     |                          |       |
| #              | タイトル                          | 作詞                | 作曲                     | 時間  |
| 1.             | 「ZEAN ZEAN #0」                  | 福岡ユタカ          | 福岡ユタカ               | 5:45  |
| 2.             | 「MOONSTRUCK PARTY (荒野の七人)」 |                     | エルマー・バーンスタイン | 5:34  |
| 3.             | 「PRIVATE STORY」                 | 福岡ユタカ 菅原武彦 | 福岡ユタカ               | 4:06  |
| 4.             | 「砂の雫」                        | 實川翔              | 福岡ユタカ               | 3:44  |
| 5.             | 「HINEMOS」                       | 福岡ユタカ          | PINK                     | 4:24  |
| 合計時間:      | 合計時間:                         | 合計時間:           | 合計時間:                | 23:33 |

## 楽曲解説
1. ZEAN ZEAN #0
  - 1stアルバム『PINK』（1985年）に収録されている「ZEAN ZEAN」の別ヴァージョンで、歌詞も一部異なっている。
  - 音楽番組『SONY MUSIC TV』オープニングテーマ
2. MOONSTRUCK PARTY (荒野の七人)
  - アメリカの西部劇『荒野の七人』（1960年）のテーマ曲をサンプリングした楽曲。
3. PRIVATE STORY
  - 2ndシングル
  - 映画『チ・ン・ピ・ラ』[3]主題歌
4. 砂の雫
  - メジャー・デビューシングル
  - FUJI CASSETTE 地獄でグッドサウンド イメージソング
5. HINEMOS
  - シングル「砂の雫」のカップリング曲

## 参加ミュージシャン

### PINK
- 福岡ユタカ - ボーカル
- 岡野ハジメ - ベース
- ホッピー神山 - キーボード
- 矢壁アツノブ - ドラム
- スティーブ衛藤 - パーカッション
- 渋谷ヒデヒロ - ギター

### GUESTS
- 吉田美奈子 - ヴォイス
- 横山英規 - サックス
- エリック笠原 - サックス
- 斎藤ネコ - ヴァイオリン

## リリース日一覧
| No. | リリース日    | レーベル          | 規格 | 規格品番   | 備考   |
| --- | ------------- | ----------------- | ---- | ---------- | ------ |
| 1   | 1987年7月22日 | EPIC・ソニー      | LP   | 20・3H-293 |        |
| 1   | 1987年7月22日 | EPIC・ソニー      | CT   | 20・6H-244 |        |
| 1   | 1987年7月22日 | EPIC・ソニー      | CD   | 28・8H-127 |        |
| 2   | 1992年12月2日 | Epic/Sony Records | CD   | ESCB-1367  | 再発盤 |